# Brian Asawa
Brian Asawa (Fullerton, California, 1 de octubre de 1966-Mission Hills, 18 de abril de 2016) fue un contratenor japonés-estadounidense.
Brian Asawa estudió música en la UC Santa Cruz, UCLA en la University of Southern California en Los Ángeles. Comenzó su carrera como contratenor a principios de los años 1990, cuando su registro de voz era inusitado en Estados Unidos. «El público leía el programa y decía: "¿Es un hombre?", porque canta como mujer. Pero eso ha cambiado y ahora esa tesitura se ha vuelto más conocida», expresa el cantante. En el estreno en México de la ópera Ascanio in Alba, de Wolfgang Amadeus Mozart, actuó en el papel principal. 